# 고마키정
고마키정(小牧町)은 일본 아이치현 히가시카스가이군에 설치되었던 정이다. 현재의 고마키시의 서부에 해당한다.